# 시라타 히사코
시라타 히사코(일본어: 白田久子, 1982년 8월 17일 - )는 일본의 여배우이자 패션 모델이다.
소속사는 플로스에서 플로스투를 거쳐 2013년 기준으로는 아데쏘이다. 고치현 고치시 출신이며, 호리코시 고등학교를 졸업하였다. 9세 연상의 오빠가 있다.